# Toru Chishima
Toru Chishima (千島 徹 Chishima Toru?, nacido el 11 de mayo de 1981 en Saitama) es un exfutbolista japonés. Jugaba de centrocampista y su último club fue el Ehime FC de Japón.

## Trayectoria

### Clubes
| Club       | País  | Año         |
| ---------- | ----- | ----------- |
| Urawa Reds | Japón | 2000 - 2006 |
| Ehime FC   | Japón | 2006 - 2009 |

## Palmarés

### Títulos nacionales
| Título             | Club       | País  | Año  |
| ------------------ | ---------- | ----- | ---- |
| Copa J. League     | Urawa Reds | Japón | 2003 |
| Copa del Emperador | Urawa Reds | Japón | 2005 |